# Miltochrista decussata
Miltochrista decussata är en fjärilsart som beskrevs av Moore 1877. Miltochrista decussata ingår i släktet Miltochrista och familjen björnspinnare. Inga underarter finns listade i Catalogue of Life.